# Музей українського рушника

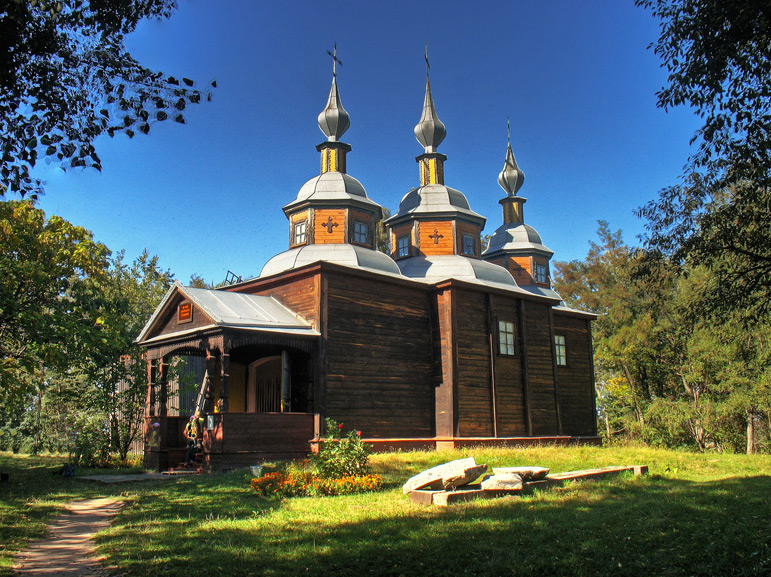
Трьохсвятительська церква у Переяславському скансені, у якій розташовано музей

Музей українського рушника — тематичний музей, складова частина Національного історико-етнографічного заповідника «Переяслав». Відкритий у травні 1995 року.

## Музей
Експозиція розміщена в пам'ятці архітектури національного значення — Трьохсвятительській церкві 1651 р., перевезеної із села Пищики  Сквирського району Київської області.

## Експозиція
У музеї представлені всі типи рушників Середньої Наддніпрянщини XIX-ХХ ст.: ткані, вибійчані, вишиті декоративною гладдю (київською та полтавською), гаптуванням (сухозлотою), хрестиком, вирізуванням, мережкою тощо.
Представлено 300 рушників, зокрема:
- переяславські рушники — домоткані довгі та широкі, зі складними композиціями, орнаментовані нитками червоного кольору з вкрапленням синього або чорного;
- поліські — вузькі та довгі, декоровані по всьому простору полотнища сірими та білими нитками геометричним орнаментом;
- чернігівські — ткані, декоровані стилізованими зображеннями рослин, птахів, тварин, а також узорами у вигляді монастирів, дзвіниць, трибанних українських церков та хат;
- полтавські — із зображенням дерева життя;
- слобожанські — оздоблені розгалуженим орнаментом, вишитим тамбурним швом;
- монастирські — вишивані черницями-відхідницями у XIX ст. при монастирях. У колекції заповідника зберігається 24 оригінальних монастирських рушники;
- вибійчані рушники — виготовлені майстрами-вибійниками на спеціальних вибійчаних дошках у воєнні та повоєнні роки.

### Галерея

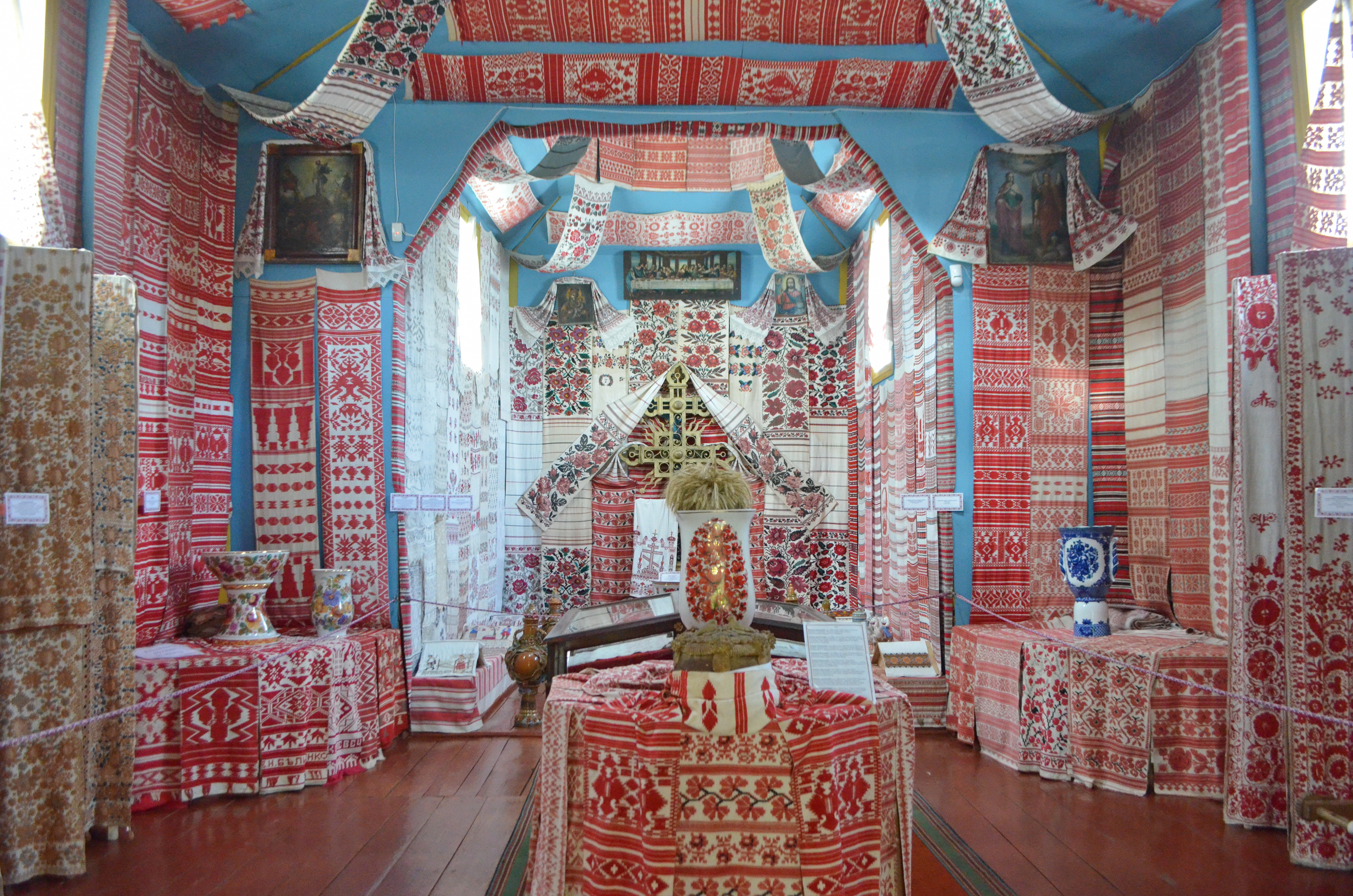
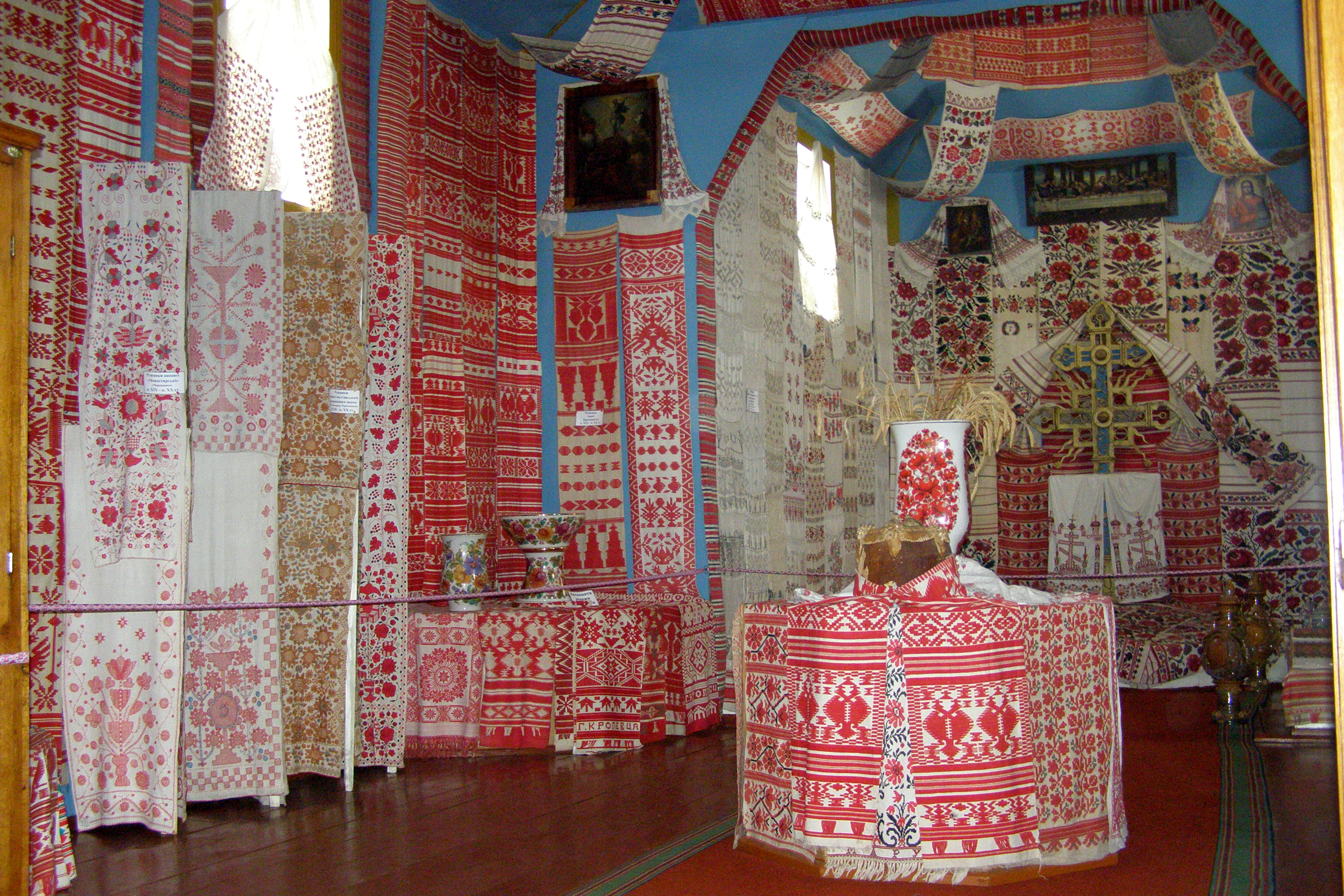
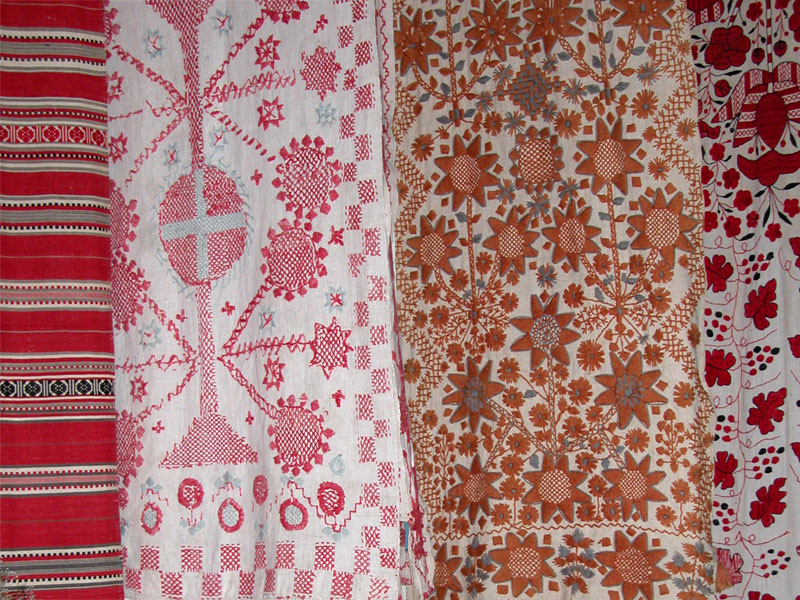
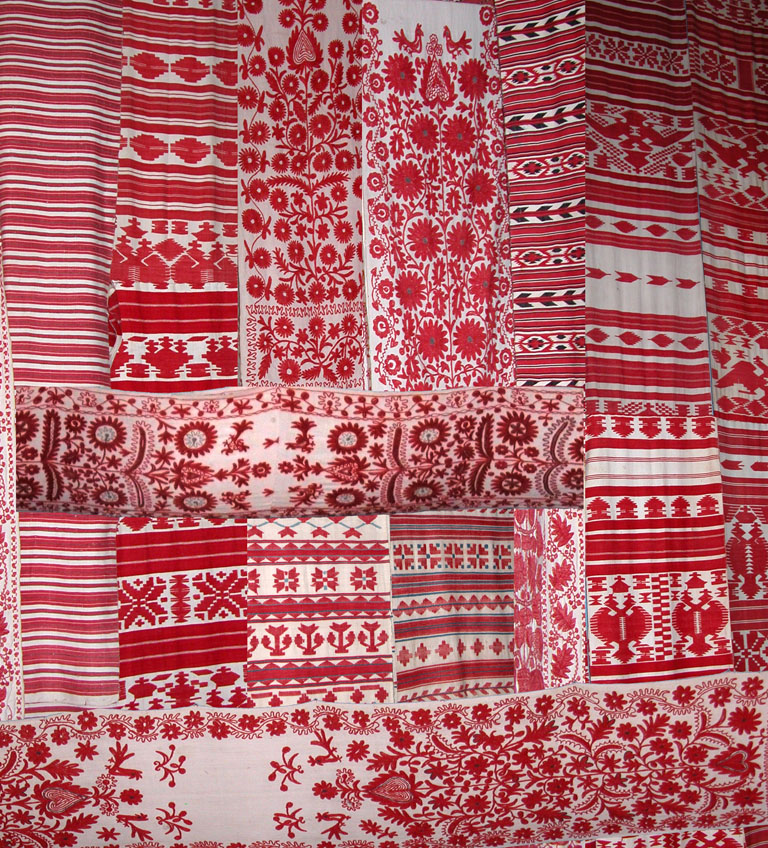
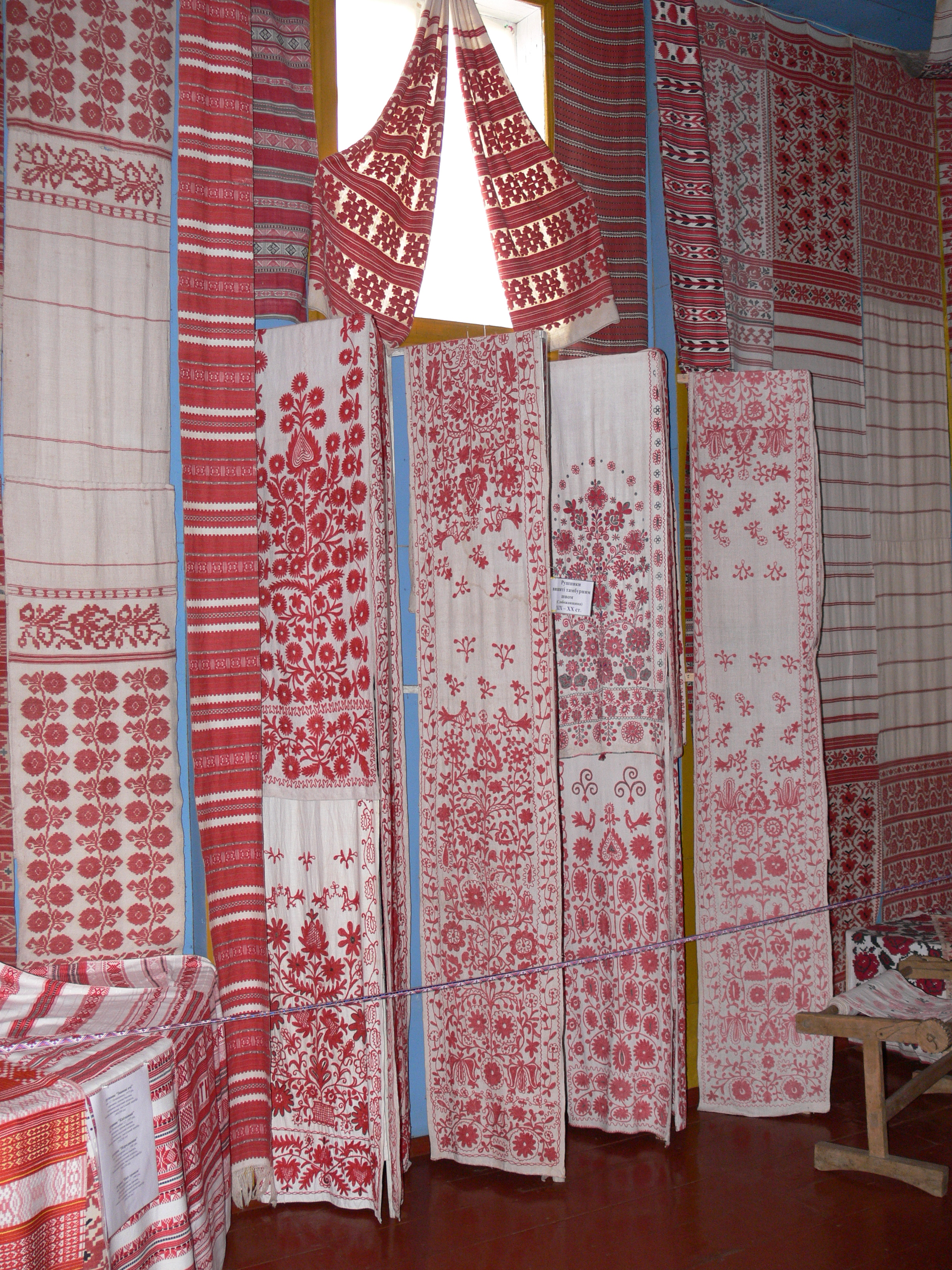
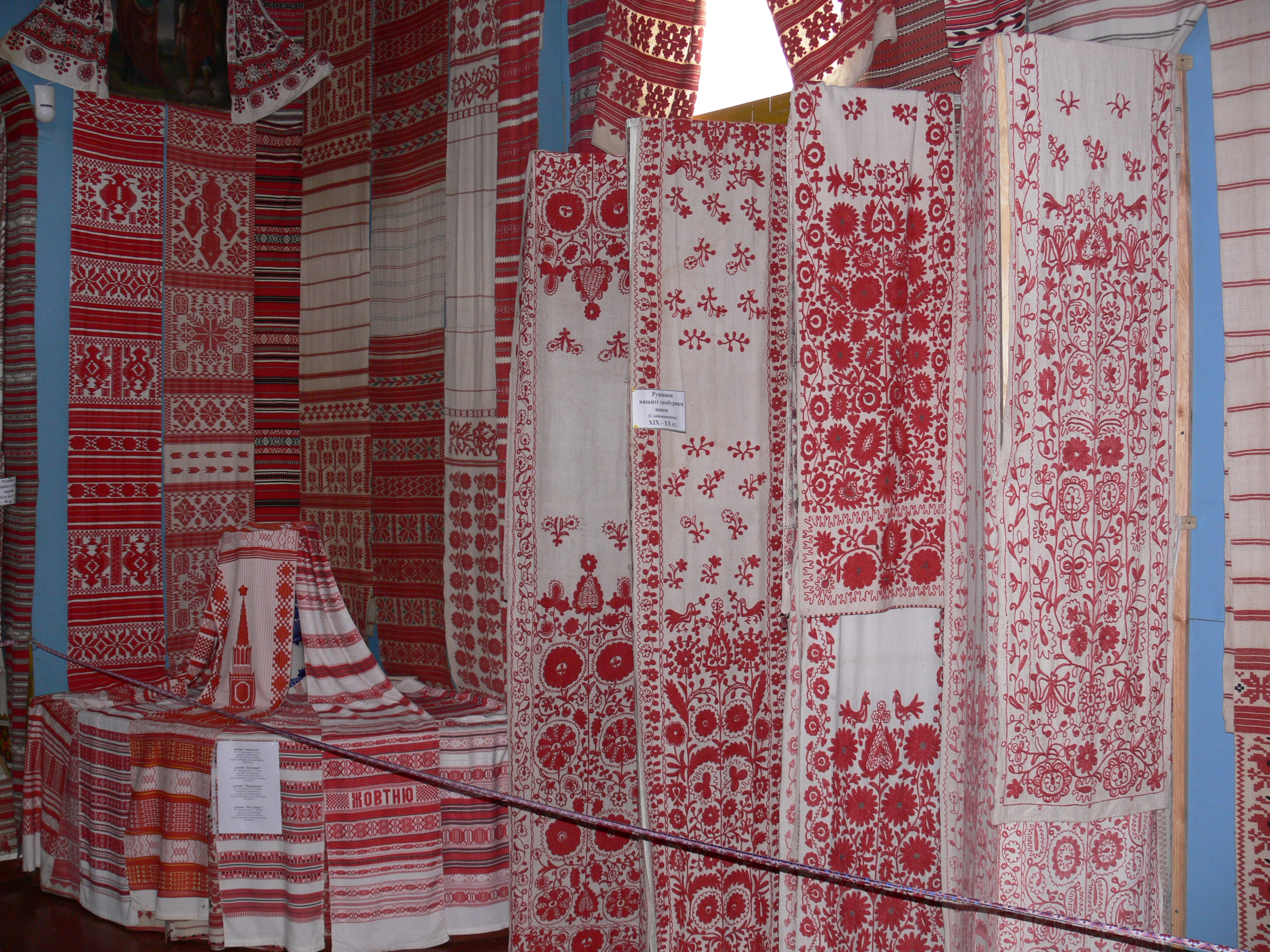
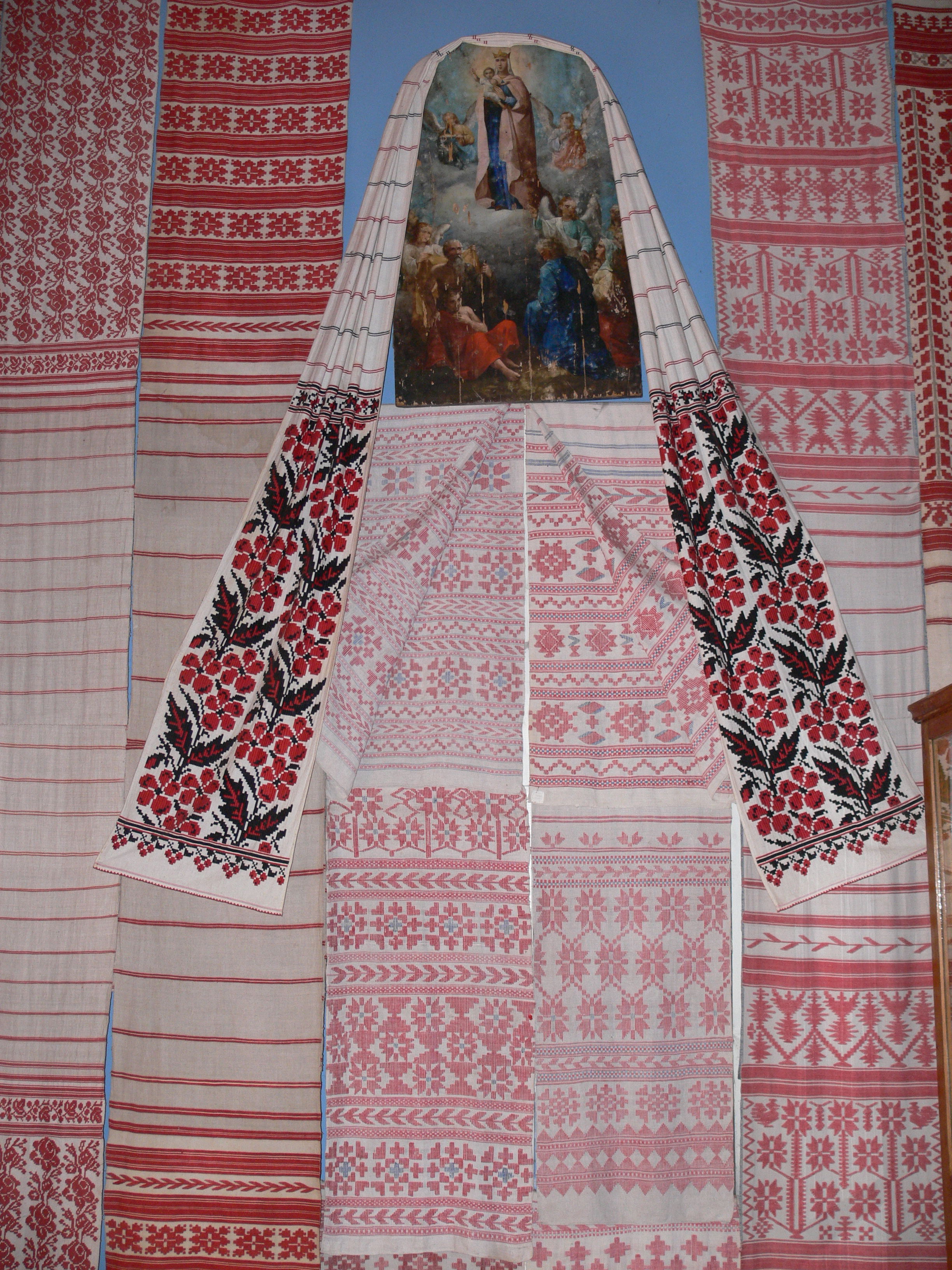